# Kurī
El Kurī es el nombre maorí para el perro polinesio. Según la mitología maorí el semidiós Māui transformó a Irawaru, el marido de su hermana, en el primer perro. Fue introducido en Nueva Zelanda por los maoríes durante sus migraciones desde el este de Polinesia en algún momento entre los siglos IX y XIV. Era utilizado por los maoríes como fuente de alimento, ya que su carne se consideraba una delicadeza o para elaborar Kahu kurī (mantos de piel de perro) o para algunos ornamentos. Los dientes se utilizaban como pendientes.
El perro Kurī era un animal pequeño y de alzada baja, de apariencia desagradable. Aunque tenía un mal sentido del olfato, se sabe que en ocasiones era utilizado para cazar pájaros nocturnos y terrestres de Nueva Zelanda como el kiwi o el kakapo y también patos durante la estación de puesta. El viajero francés Jules Crozet, que estuvo en Bay of Islands en junio de 1772 dejó la siguiente descripción: Los perros parecen una especie de zorro domesticado, de color blanco o negro, de patas muy bajas, orejas alzadas, cola gruesa, pelo largo, hocico grande, pero más puntiagudo que el del zorro, y hacen el mismo sonido: no ladran como nuestros perros. De acuerdo con Frederick Hutton el Kurī era un animal torpe, perezoso y de temperamento tímido. Se cree que las mujeres maoríes lo trataban como animal de compañía.
Este perro ocupaba un lugar importante en la tradición y rituales de los maoríes, por ejemplo, cuando se invocaba la ayuda de Tu, el dios de la guerra antes de una batalla. En esas ocasiones se sacrificaba una víctima humana, pero a veces el sacrificio de un perro se consideraba un sustituto adecuado. Buck afirma que el corazón del perro era cocinado, y tras apaciguar al dios, los sacerdotes comían la carne del sacrificio. Maru, otro dios maorí de la guerra, también recibía sacrificios de perros en ocasiones.
Aunque se sabe poco sobre su distribución, parece que nunca fue especialmente abundante y se extinguió en Nueva Zelanda algún tiempo después de la llegada de los colonos europeos. La razón fue su cruce con las razas europeas y la matanza masiva de perros salvajes por parte de los colonos para proteger su ganado, con lo que los kuri habían sido prácticamente exterminados a finales del siglo XIX. Los últimos especímenes conocidos eran una hembra y su cachorro que actualmente se encuentran disecados en una colección del Museo de Nueva Zelanda, Te Papa Tongarewa.